# Primera División de Uruguay 1911
Liga Uruguaya 1911 var den elfte säsongen av Uruguays högstaliga i fotboll. Ligan spelades som ett seriespel där samtliga åtta lag mötte varandra vid två tillfällen. Totalt spelades 56 matcher med 173 gjorda mål.
CURCC vann sin femte titel som uruguayanska mästare. Detta var den sista gången CURCC blev ligamästare innan namnbytet till Peñarol.

## Deltagande lag

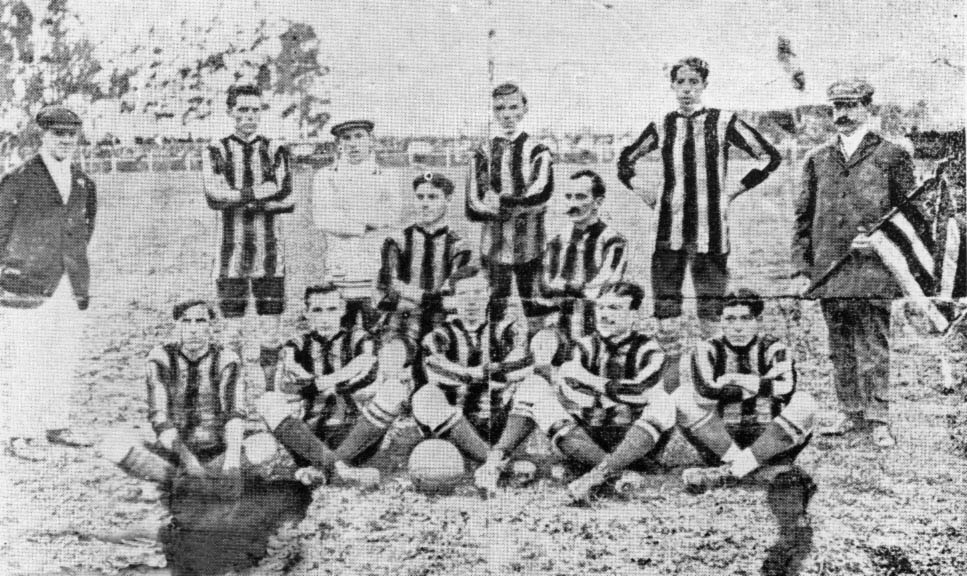
CURCC:s laguppställning 1911

Åtta lag deltog i mästerskapet, samtliga lag från Montevideo. Inget lag flyttades upp från föregående säsong.

## Poängtabell
| Nr | Lag ( )              | S  | V  | O | F | GM | IM | MS  | P  |
| -- | -------------------- | -- | -- | - | - | -- | -- | --- | -- |
| 1  | CURCC                | 14 | 12 | 1 | 1 | 29 | 9  | +20 | 25 |
| 2  | Montevideo Wanderers | 14 | 6  | 4 | 4 | 28 | 13 | +15 | 16 |
| 3  | River Plate          | 14 | 5  | 5 | 4 | 25 | 14 | +11 | 15 |
| 4  | Dublin               | 14 | 6  | 3 | 5 | 25 | 26 | −1  | 15 |
| 5  | Nacional             | 14 | 6  | 3 | 5 | 17 | 19 | −2  | 15 |
| 6  | Bristol              | 14 | 4  | 2 | 8 | 20 | 32 | −12 | 10 |
| 7  | Central              | 14 | 3  | 3 | 8 | 17 | 27 | −10 | 9  |
| 8  | Libertad             | 14 | 2  | 3 | 9 | 12 | 33 | −21 | 7  |